# Орда (село)
Орда́ — село и районный центр Ординского муниципального района Пермского края с 27 февраля 1924 года (перерыв с 1 февраля 1963 года по 12 января 1965 года) и Ординского сельского поселения (совета) (до 2006 года).

## Этимология
Название поселения происходит от тюркского и монгольского слова орда, которое имеет широкий спектр значений, от «аул, юрта, становище» до «страна, союза кочевых племён». Река Орда (Ординка), в устье которого находится поселение, получила название от одноименного села. По другой версии название восходит к монгольскому личному имени Орда (Орда — брат хана Батыя).

## География
Село стоит на реке Кунгур (впадает в реку Ирень) и её притоке реке Ординка (в честь которой и получило название). В давние времена в селе находилась станция Ордынская или Ильинская.

## История
Поселение упоминается в письменных источниках с 1662 года, когда вооруженные «инородцы» сожгли местную деревянную церковь. В 1696 году — «село Ильинское, Орда тож». Другой вариант наименования — Ильинский острожек (по местной церкви Ильи Пророка).
В июле 1703 года здесь произошло крупное вооруженное выступление крестьян против произвола кунгурской уездной администрации. В 1773 году войска Емельяна Пугачева попытались войти в Орду, но получили жесткий отпор. В результате село было практически полностью разрушено. В 1864 году зажиточный крестьянин Аполлон Кондюрин открыл здесь первый магазин, в 1894 году появилась первая мастерская по обработке камня селенита. Вот уже более века Орда славится на всю Россию своими камнерезами и гончарами, первые упоминания о которых засвидетельствованы в 17 веке. В 1915 году в деревне Беляевой (эта деревня и ещё ряд селений: Банное, Заречная, Казаково, Острожка, Рубежево в советское время вошли в состав Орды) был создан женский монастырь.
27 февраля 1924 года президиум Уралоблисполкома утвердил образование Ординского района в составе Кунгурского округа. Центром района стало село Орда. В 1925 году в районе было 115 населенных пунктов, 9320 дворов, 28 сельсоветов. Все население района составляло 44580 человек, имелось 35 торговых предприятий (кооперативных и частных), 192 промышленных заведения (кузницы, столярные мастерские, водяные мельницы, крупорушки, маслобойки семян льна и конопли). В районе было три десятка церквей и ни одной средней школы. Только в 1924 году в Орде была открыта школа колхозной молодежи, а первый выпуск учеников состоялся в 1927 году. В 1928 году возникло добровольное льноводческое товарищество по совместной обработке льна «Красный кудряш», члены которого в 1930 году вступили в колхоз «Светлый ключ» (образован в 1929 году).
23 января 1959 года при слиянии четырех сельхозартелей появился укрупнённый колхоз «Правда» (с 1992 года — подсобное хозяйство энергетиков). С 24 ноября 1930 года по 1958 год здесь действовала Ординская МТС.
В годы Великой Отечественной войны существовали туберкулезный санаторий для детей «Подсолнечное» и эвакогоспиталь № 4882 на 200 коек. 19 февраля 1958 года была образована межколхозная строительная организация (МСО), в феврале 1966 года — межколхозный лесхоз.
Орда — центр Ординского района с 27 февраля 1924 года (перерыв с 1 февраля 1963 по 12 янвваря 1965 года) и Ординского сельского совета (до 2006 года). После распада СССР был демонтирован памятник Ленина.

## Население
| 1959 | 1970  | 1979  | 1989  | 2002  | 2010  | 2013  | 2021  |
| ---- | ----- | ----- | ----- | ----- | ----- | ----- | ----- |
| 1236 | ↗3538 | ↗4068 | ↗4850 | ↗5404 | ↘5375 | ↗5456 | ↘5425 |

Ранее: 799 чел. (1869 год), 755 чел. (1926 год).

## Экономика
Сельскохозяйственное предприятие — СПК «Правда», ООО «Сыродел» (ранее, в 1920-х гг. — Беляевская сыроваренная артель), ООО «Союзлеспром», Ординский ДРСУ — филиал ОГУП «Пермавтодор», АО «Агросервис» (преемник Ординской МТС и РО «Сельхозтехника»), ООО «Агроснаб», ХСП «Новинка», Ординский ЛТУ — цех Кунгурского ТУС, пожарная часть № 99, МП «Теплоплюс», ХСП «Ординская типография», Кадастровое бюро (ИП Семериков В. В.), автовокзал, лесничество Кунгурского лесхоза, районная станция по борьбе с болезнями животных, Ординское ОПО, телеграф, отделение Кунгурского почтового узла связи.

## Инфраструктура
В 2009 году построен физкультурно-оздоровительный комплекс «Золотая Орда».
2 светофора.

## Здравоохранение
Центральная районная больница, центральная аптека № 62.

## Образование
Учреждения народного образования представлены средней школой, Беляевской начальной школой-садом, профессиональным училищем № 83 (ранее ГПТУ № 61 работников молочной промышленности), школой народно-художественных ремесел, детской школой искусств, Ординским учебно-спортивным центром РОСТО, тремя детсадами.

## Ординский народный историко-краеведческий музей
Музей расположен в историческом здании (памятник архитектуры), построенном в 1876 году на средства Ординского сельского общества из выручки базарного, ярмарочного сборов. Нижний этаж здания занимали отделы земской управы, 2-й этаж строился под 2-классное училище с 6-летним сроком обучения для детей.
Музей открыт в 1982 году Инициаторами создания музея стали ветераны войны и труда Г. К. Поспелов, В. П. Феденев, А. П. Козюков, краевед Ф. П. Пшеничников.
В музее представлены личные фонды краеведа Ф. П. Пшеничникова, И. М. Малышева (полный кавалер Орденов Славы). Имеются коллекции монет (1770—2000 годов), самоваров, местной керамики, камнерезных и берестяных изделий.
Зал старого быта дает представление о старинных вещах и укладе жизни ординцев.
В Зале Боевой Славы представлены подлинные вещи и документы участников Великой Отечественной войны, трудармии, локальных конфликтов.
В отдельном здании находится зал природы.
Имеется зал для временных выставок.
Адрес музея: Пермский край, село Орда, улица Советская, дом № 15.

## Достопримечательности
- памятник жертвам гражданской войны и участникам Великой Отечественной войны;
- здания каменной церкви Ильи Пророка (19 в.), волостного правления, земского училища;
- усадьба купцов Рудаковых (19 в.);
- три двухэтажных кирпичных купеческих особняка кон. 19 — нач. 20 вв., торговая лавка (19 в.).
- Близ села находится Ординская (Казаковская) подводная пещера.

## Известные люди
Здесь родились:
- Веденьков, Валерий Леонидович (1918 — октябрь 1943) — Герой Советского Союза[13].
- Мелентьев, Герман Александрович (1888—1967) — художник, педагог[14].
- Луканин, Александр Матвеевич (21.11.1821—7.11.1889) — протоиерей, настоятель Кафедрального собора.